# بوناتية سميكة
بوناتية سميكة (الاسم العلمي: Bonnetia crassa) هي نوع من النباتات تتبع جنس البوناتية من فصيلة البوناتية.